# Monte Ruperto
Monte Ruperto es una localidad italiana o fracción del municipio de Città di Castello, en la provincia de Perugia, región de Umbría. Tiene como característica geográfica ser un enclave de Città di Castello, no teniendo continuidad territorial con el resto del municipio, constituyendo también un enclave de la provincia de Perugia y de la región de Umbría en el territorio de la región de Las Marcas, en la provincia de Pésaro y Urbino. Está situada entre los territorios municipales de Apecchio y Sant'Angelo in Vado.
Representa una curiosidad histórica el hecho de que el alcalde (sindaco) de Città di Castello puede gozar del título nobiliario de barón de Monte Ruperto, por voluntad expresa en la herencia testamentaria de los propietarios del Castello, que hasta hace pocos siglos poseían el feudo medieval. El primer ciudadano tifernate de la capital, ha heredado de la Edad Media el pequeño burgo, a la época de las luchas entre los güelfos y los gibelinos.
Uno de los barones que dominaba la pequeña localidad, de hecho, durante una carestía debido a una intensa nevada, pidió ayuda, y sólo Città di Castello respondió positivamente, enviando mulos cargados de vituallas.
El barón, en memoria de aquel gesto, decidió donar su territorio a Città di Castello, junto a la posibilidad a los confalonieros, que correspondían a los actuales alcaldes, de poder llevar el título de barón, en el período en que administran la ciudad. 